# 守谷日和
守谷日和（もりやびより、1980年10月26日 - ）は、日本のピン芸人、お笑いタレント。大阪府堺市出身。本名は守谷 崇宏（もりや たかひろ）。吉本興業東京本部所属。大阪NSC26期生。2021年4月から活動拠点を東京に移した。

## 略歴
かつては「幕末てんぐ」というコンビを組んでいた。解散後、芸人を廃業同然の状態で2年間のアルバイト生活を経て、「ポートボール守谷」の芸名でピン芸人としての活動を開始。ある日、携帯電話の姓名判断ソフトで当時の芸名を調べたところ大凶で、「沈んでいたら、一生浮かび上がれません」と書かれていたため、現在の芸名に改名。「サンキュー守谷」と「守谷日和」の2つの案があったが、周囲の反対を押しのけ、後者を選ぶ。
baseよしもと→5upよしもとに出演していたが、2014年2月に卒業。
2014年8月28日に、なんばグランド花月での初単独ライブ『守谷have a dream 〜NGK日和〜』が開催された。
R-1ぐらんぷり2020で初の決勝進出。キャッチコピーは「ナニワの濃いくちアクター」。
2021年3月、よしもと漫才劇場を卒業。4月から活動拠点を東京へ移した。
2025年2月、結婚。

## 人物
- 身長167cm、体重74kg。
- 三人兄弟で、兄と姉がいる。兄とは誕生日が同じである。
- 元潜水士で[注 1]、一級小型船舶操縦士[注 2]、NAUIダイブマスターの資格を持つ。
- 専門学生時代、ドルフィントレーナーになるべく静岡の水族館あわしまマリンパークに一週間の実習に行き内定をもらったが、その間にホームシックとなり断った。
- NSCに入学する前は、USJのジョーズのメンテナンスダイバーとして2年半働いていた。この頃から急に体毛が濃くなり始めた。現在はヒゲの脱毛に通っている。
- 見た目がゴリラに似ているとよく言われている。昔はよく逆ナンされており、本人曰く、若い頃は森田剛に似ていた。
- 部屋が汚いらしく、夏場以外はずっと愛用している袢纏があるが、滅多に洗濯しないため鹿の死骸の臭いがすると言われている。
- 好きな食べ物はにらとポテトチップスと白飯。好きな果物はモモとナシ。
- 趣味はサッカー。特技は素潜りと三点倒立、手紙を書くこと。
- 好きなアーティストはTHE YELLOW MONKEY。
- 好きなタイプは目を頑張ってる人。
- ロイヤルホストでネタ作りをすることが多い。地方の営業の合間等、ロイヤルホストが近くに無い場合はコメダ珈琲でネタ作りをする。
- 目指している芸能界のポジションは国民の弟。
- たむらけんじから「もしもコンビ組むんやったら守谷日和とがええわ」と言われている。
- オールザッツ漫才2016の「輝け！ニュースターバトル」に出場し、落選したが、途中からネタ組に参戦。「女キャッチャー」のネタで、本来のネタ組芸人との対決を次々と制した末に、「フルスイング王決定戦」で優勝した。女キャッチャーの名前は、“美”しく“捕”球すると書いて「美捕」。43歳、所属チームは「阪神メスタイガース」、弁天町でスナック「インサイドワーク」を経営しており、座右の銘は「絶対綺麗になってやる」という設定。
- Whiteberryの「夏祭り」を口を動かさずに歌うことが出来る。
- THE ORAL CIGARETTESの「Mr.ファントム」を流しながら汗を拭き続けるネタがある。
- 俳優の松風ホトトギスというキャラに扮するネタがいくつかある。単独ライブ「激情ウホウホ」以来、単独ライブに度々登場している。ドラマ以外にもアクション映画、時代劇、Vシネマ等幅広く活躍しているという設定である。
- 穴芸という、お尻の穴を探してもらう芸がある。
- お笑い芸人で構成された演劇ユニット「ギャーギャーギャー」のメンバーである。最近はお芝居の公演に出演することが多く、鞄の中に常に台本が入っている。
- 吉本新喜劇メンバーの森田展義、脚本家の後藤ひろひとらで開催されている、即興演劇イベント「インプロビアス・バスターズ」および「インプロマニア」のレギュラーメンバーである。インプロネームはキャンサー。

## 出演

### テレビ
- オールザッツ漫才（毎日放送） - 2011年12月28日、2014年12月29日、2016年12月30日、2019年12月30日
- 吉本陸上競技会（毎日放送）
  - ザ・ゴールデン2016 - 2016年11月16日
  - ザ・ゴールデン2017 - 2017年6月14日
- やすとものどこいこ!?（テレビ大阪） - 2017年5月7日、8月20日、2018年3月18日、9月23日、2019年9月1日、2020年8月2日、2021年4月11日、11月21日
- 水トク! 今この芸人がスゴイ! 爆問パニックフェイス! ネタ＆ギャグ大連発SP（TBSテレビ） - 2012年12月19日
  -     - 〜アナタの日常に”笑い”をお届け！〜デリ芸（関西テレビ） -2015年3月4日、2015年8月12日
    - ダウンタウンのガキの使いやあらへんで!! 山-1グランプリ2016（日本テレビ） - 2016年1月31日
    - 痛快!明石家電視台 実際どうなん!? 芸人親子16人（毎日放送） - 2016年12月12日、2017年1月16日
    - 本能Z（CBCテレビ） - 2017年5月3日
    - マヨなか笑人（讀賣テレビ放送） - 2017年5月5日
      - 相席食堂（朝日放送テレビ） - 2019年5月7日
      - ラヴィット!（TBSテレビ） -2022年8月9日、8月24日、9月22日、9月27日、10月４日、10月25日、11月23日、2023年1月４日、3月1日、6月28日、8月16日、2024年10月16日、10月30日、11月13日

### WEB
- HITOSHI MATSUMOTO presents ドキュメンタル（2018年、Amazonプライム・ビデオ） - シーズン5出演
- しくじり先生 俺みたいになるな!!（ABEMA） - 2023年6月9日

### ラジオ
- オンスト（YES-fm、2012年7月2日 - 7月30日） - 月曜日
- ハンドレッドレディオ第2部吉田たち・守谷日和のクール番長（MBSラジオ、2013年10月3日-12月26日）

### ドラマ
- ショート・ショウ2 第2話「今日だけ犯罪者」（2015年、KBS京都）
- あなたのブツが、ここに（2022年8月22日 - 9月29日、NHK総合） - 原和正 役[7]
- 100万回言えばよかった 第5話（2023年2月10日、TBS） - クイズ大会のMC 役
- 埼玉のホスト（2023年7月26日 - 9月20日、TBS） - 吉見大鉄 役[8]
- 婚活1000本ノック 第1話（2024年1月17日、フジテレビ） - 東尾 役（婚活の相手）
- 不適切にもほどがある! 第6話（2024年3月1日、TBS） - クイズ番組MC 役
- 警視庁ゼロ係〜スカイフライヤーズ〜（2024年7月22日、テレビ東京） - 金川勉刑事 役[9]
- NHK大河ドラマ 光る君へ 第46回「刀伊の入寇」(2024年12月1日、NHK総合） - 文室忠光 役
- いつか、ヒーロー 第3話（2025年4月27日、朝日放送テレビ・テレビ朝日） - お笑い芸人 役[10]

### 舞台
2013年
- 8月27日 - 演劇ユニット「ギャーギャーギャー」第一回公演「ロマンチック」（道頓堀ZAZA HOUSE/大阪）
- 10月4日 - 「B.A.M.Y.」（5upよしもと/大阪）
- 12月6日、8日 - 「B.A.M.Y.2」（5upよしもと/大阪）

2014年
- 1月28日,30日 - 劇団ひろひょう「荒波次郎」（インディペンデントシアター2nd/大阪）
- 2月2日 - 演劇ユニット「ギャーギャーギャー」第二回公演「つみぎ」（道頓堀ZAZA HOUSE/大阪）
- 4月16日、17日 - 「B.A.M.Y.3」（5upよしもと/大阪）
- 5月7日 - 演劇ユニット「ギャーギャーギャー」第二回公演「つみぎ」追加公演（道頓堀ZAZA HOUSE/大阪）
- 5月17日 - 演劇ユニット「ギャーギャーギャー」第三回公演「亀触った奴は黙ってろ！！」（道頓堀ZAZA HOUSE/大阪）
- 9月11日 - よしもとLaugh+Theater Project「HAPPY MAN〜さよなら竜馬〜」（5upよしもと/大阪）
- 10月4日 - 演劇ユニット「ギャーギャーギャー」第四回公演「あいつ風邪ひいたっていうてたはずやのに」（道頓堀ZAZA HOUSE/大阪）

2015年
- 5月25日、27日 - よしもとLaugh+Theater Project「天使は瞳を閉じて」（HEP HALL/大阪）
- 6月13日 - 演劇ユニット「ギャーギャーギャー」第五回公演「金盞花」（道頓堀ZAZA HOUSE/大阪）
- 8月16日 - ひぐちえりか芝居公演「逆転恋愛」（道頓堀ZAZA HOUSE/大阪）

2016年
- 4月8日、10日 - 「道頓堀エレジィ」（朝日劇場/大阪）

2017年
- 2月10日、11日 - 「廻る」（朝日劇場/大阪）
- 4月8日、9日 - 「love火照る」（ABC Hall/大阪）
- 5月31日 - 壱劇屋「新しい生活の提案」（HEP HALL/大阪）
- 8月4日、6日 - 「愛のなきがら」（HEP HALL/大阪）

2018年
- 8月23日、26日 - 「たましいコテージ」（アカルスタジオ/大阪）
- 10月23日、25日 - 「Small town, Big city 大阪でひろった4つの小石」（ABC Hall/大阪）

2019年
- 空晴プロデュース「ボクのサンキュウ。」
- 10月30日〜11月5日（HEP HALL/大阪)
- 11月8日〜10日（CBGKシブゲキ‼/東京）

2020年
- 10月30日 - 「ケガの恋」（アカルスタジオ/大阪）

2021年
- 9月20日、21日 - リーディングアクト「ドウキの…」（よしもと有楽町シアター/東京）

2022年
- 2月4日〜6日 - 「結 -MUSUBI- 」（渋谷区文化総合センター大和田さくらホール/東京）
- 2月11日〜13日 - 「結 -MUSUBI- 」（COOL JAPAN PARK OSAKA TTホール/大阪）
- 10月15日〜17日、21日〜23日 - 「結 -MUSUBI- 」（大阪城夢祭 楽市楽座）

2023年
２月17日、18日、19日、20日、22日、24日、25日
・『5BRAIN～脳・能・濃・悩・know?～』しずる村上脚本「シンセキのにいちゃん」（小劇場 楽園 東京)
９月１日、２日、３日
・久馬君と石田君の演『デザイアーズマンション』（近鉄アート館 大阪）
2024年
『ギャングアワー』（RouteTheater 東京）
4月16日、17日、18日、19日、20日、21日

2025年
6月28日、29日
・久馬君と石田君の演『NETANOTE』（よしもと道頓堀シアター）

## 単独ライブ
2012年
- 1月16日 - 「ウホウホ」（5upよしもと/大阪）
- 5月22日 - 「ウホウホ公園」（5upよしもと/大阪）
- 8月11日 - 「激情ウホウホ」（5upよしもと/大阪）

2013年
- 2月22日 - 「さよならウホウホ」（5upよしもと/大阪）
- 9月9日 - 「守谷日和の30分」（5upよしもと/大阪）
- 11月5日 - 「蘇るウホウホ」（5upよしもと/大阪）

2014年
- 2月20日 - 「ずっとMoriYa!!」（5upよしもと/大阪）
- 5月11日 - 「演るもりや」（5upよしもと/大阪）
- 6月20日 - 「守谷日和のみちくさライブ漫談編」（道頓堀ZAZA POCKET'S/大阪）
- 8月28日 - 「守谷 have a dream〜NGK日和〜」（NGK/大阪）
- 11月20日 - 「守谷日和のみちくさライブ漫談とコントと他他編」（道頓堀ZAZA POCKET'S/大阪）

2015年
- 4月9日 - 「守谷な僕のネタ日和P」（道頓堀ZAZA POCKET'S/大阪）
- 5月5日 - 「ごめん、その日、守谷日和の単独やねん」（道頓堀ZAZA HOUSE/大阪）
- 7月26日 - 「ソレドコスン」（道頓堀ZAZA POCKET'S/大阪）
- 10月26日 - 「MoRiyaチャンパンジーリーグ」（道頓堀ZAZA HOUSE/大阪）

2016年
- 1月30日 - 「もりゃもりゃもりゃ」（道頓堀ZAZA POCKET'S/大阪）
- 6月12日 - 「ウホウホは眠らない」（道頓堀ZAZA HOUSE/大阪)

2017年
- 4月30日 - 「ほのかに薫るウホウホ」（道頓堀ZAZA HOUSE/大阪) 
- 11月11日 - 「陽の当たるウホウホ」（道頓堀ZAZA HOUSE/大阪）

2018年
- 6月30日 - 「あなたの知らないウホウホ」（よしもと漫才劇場/大阪）

2019年
- 5月26日 - 「衝動に駆られるウホウホ」（よしもと漫才劇場/大阪）
- 12月28日 - 「東京ウホウホ」（ヨシモト∞ドームステージⅠ/東京）

2020年
- 10月31日 - 「ウホウホの誘惑」（よしもと漫才劇場/大阪）

2021年
- 3月12日 - 「大阪ベストウホウホ〜配信も新ネタも」（よしもと漫才劇場/大阪）

## 出囃子
和田アキ子「さぁ冒険だ」

## 受賞歴
- 2013年 第2回MBSラジオ演芸 ヤングスネーク杯 - 優勝[1]
- オールザッツ漫才2016 フルスイング王決定戦 - 優勝
- 2019年 MBS真夜中の歌ネタ王 - 優勝
- 2020年 R-1ぐらんぷり - 決勝進出
- 2020年 家-1グランプリ - 3位